# Toxotes

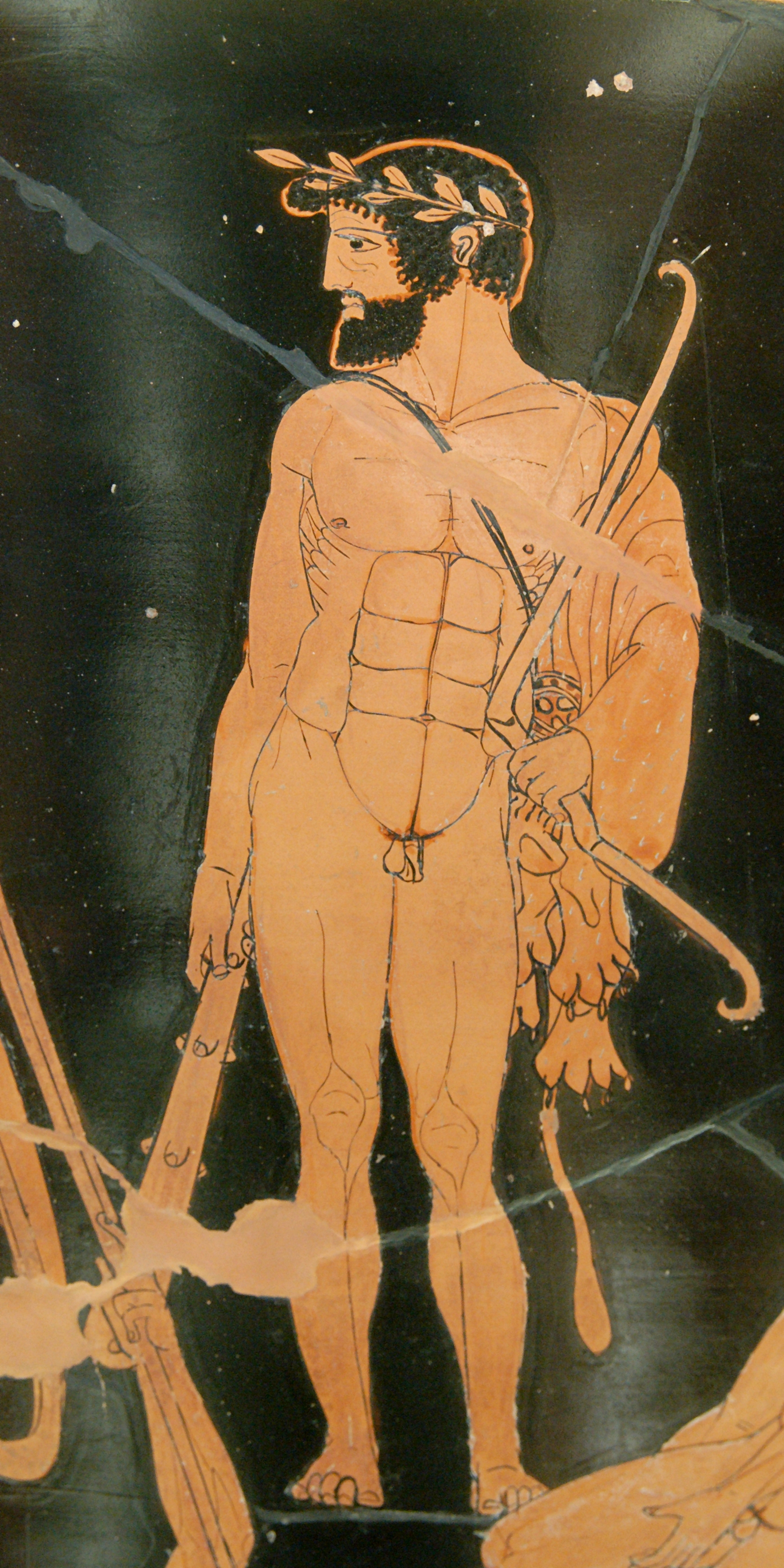
Cratere raffigurante Eracle con un arco. Museo del Louvre.

I toxòtai (in greco antico: τοξόται?, al singolare τοξότης, che significa "arciere") erano gli arcieri dell'antica Grecia, utilizzati per lungo tempo solo come truppe d'appoggio per la fanteria pesante formata dagli opliti, punto di forza dell'esercito greco.

## Descrizione
I toxòtai portavano un arco (di solito corto, quasi mai lungo) di legno rivestito in osso o nervo, la cui corda di budello o nervo garantiva il lancio di frecce ad oltre 150 metri. 
I reparti generalmente provenienti dalla Scizia e da Creta differivano notevolmente nell'equipaggiamento a disposizione:
i toxòtes cretesi utilizzavano un arco a forma di segmento, come scudo adottavano il pelta e vestivano di tunica e benda o turbante in testa. La faretra in legno con la punta di bronzo era provvista di lembi per essere tenuta con la bocca; essi disponevano anche di una borsa appesa al collo con corde e quant'altro di necessario per l'arco;
i toxòtes sciitici adottavano un arco doppiamente convesso, vestivano di una corta tunica a maniche lunghe stretta in vita; pantaloni lunghi, scarpe e copricapo frigio. La faretra chiamata γωρυτός gōrytòs era composta ed intarsiata.

## Storia
Solo dopo molti secoli i generali greci li inserirono nell'esercito vero e proprio; questo accadde  perché la disciplina del tiro con l'arco era abbastanza estranea alla cultura greca e non avrebbe consentito la formazione di arcieri abbastanza esperti per affrontare una battaglia, furono allora preferiti a lungo i peltasti che utilizzavano il più nobile giavellotto e gli hippikon (la cavalleria leggera).
Ma i generali si dovettero ricredere sulla forza dei toxótai quando videro che i Persiani facevano un buon uso in battaglia degli arcieri che erano molto ben indicati (meglio di un attacco frontale con la fanteria) per colpire gli opliti disposti nella falange, che, essendo impacciati dalla stretta formazione militare, avevano difficoltà a difendersi con lo scudo.
Come i peltasti, i toxòtai non partecipavano quasi mai alle battaglie, soprattutto in prima linea, più che altro infastidivano le formazioni nemiche da dietro gli schieramenti alleati o si muovevano agilmente sul campo in piccole truppe, tentando di cogliere lateralmente le falangi avversarie, o soccorrere i gruppi che stavano soccombendo ove ve ne fosse stato bisogno.
Alcune volte venivano addirittura assoldati come cecchini, per uccidere a distanza le persone influenti (come re, generali, ecc.) se mai questi avessero partecipato in prima persona alle battaglie.

## Nella cultura di massa
- Nel videogioco Age of Mythology i Toxotai sono l'unità con arco principale della cultura greca.